# Cleveland (Georgia)
Cleveland város az USA Georgia államában. Lakosainak száma 3514 fő (2020. április 1.).

## Népesség
A település népességének változása:

| 2010 | 3 410 |
| 2020 | 3 514 |